# Алперм
Алпе́рм (англ. Alperm від англ. aluminum — алюміній і англ. permeability — проникність) — клас сплавів, що містять 83…90 % заліза і 10…17 % алюмінію. Алперм є магнітом'яким матеріалом з високою магнітною проникністю.

## Основні види сплавів
Сплави цього класу було створено та досліджено, починаючи з 1939 року японськими дослідниками Х. Масумото (англ. H. Masumoto) та Хідео Сайто (англ. Hideo Saito). Найбільшого поширення набув сплав із 16 % Al (Fe-16Al). Цей сплав має й інші маркування: «Alfenol 16» (США), «Vacodur 16» (Німеччина), Ю-16 (СРСР).
Сплав із 13 % Al також інколи називають альфер або алфер (англ. Alfer, від лат. Aluminium + Ferrum) або його радянські аналоги Ю-13, Ю-14 — магнетострикційний сплав алюмінію (12,5…13,8 %) і заліза (86,2…87,5 %) має дещо відмінні властивості від інших сплавів цього класу. Під час Другої світової війни сплав з 12,7…12,9 % алюмінію застосовувався японцями як заміна дефіцитного нікелю у магнітострикційних перетворювачах гідролокаторів. Низька ціна та доступність компонентів сплаву, його підвищені, порівняно з нікелем, магнетострикційні властивості та великий Питомий опір дозволили значно знизити втрати на вихрові струми, стали основою практичного використання. Альфер використовується для створення осердь електроакустичних (магнетострикційних) перетворювачів, які знайшли основне використання у гідроакустиці. Певним обмеженням, щодо практичного застосування цього матеріалу є його крихкість, яка суттєво ускладнює його механічне оброблення та низька корозійна стійкість, через присутність алюмінію.

## Властивості
Після загартування з 600°C алперм має такі магнітні властивості:
- магнітна проникність μ = 55000 (для альферу μ = 3100),
- коерцитивна сила Hc = 3 А/м (для альферу Hc = 50 А/м),
- магнітна індукція насичення BS = 0,8 Тл (для альферу BS = 1,28 Тл).

Додавання алюмінію до заліза підвищує питомий електричний опір сплаву до 140 мкОм∙м, що майже у чотири рази перевищує значення для кременистої електротехнічної сталі. З цієї причини алперм може використовуватись у вищому частотному діапазоні. Тим не менше, через вміст алюмінію матеріал у більшій мірі схильний до окиснення.

## Виробництво
Алперм виробляється методом спікання. Кінцевою формою сплаву, є листи товщиною 0,5 мм. Інколи методом вальцювання з них виготовляють стрічку товщиною до 50…60 мкм.